# Под куполом (телесериал)
«Под куполом» (англ. Under the Dome) — американский телесериал, созданный Брайаном К. Воном по мотивам одноимённого романа Стивена Кинга, премьера которого состоялась 24 июня 2013 года на CBS, а заключительный эпизод был показан 10 сентября 2015 года.
9 октября 2014 года канал продлил шоу на третий сезон. 31 августа 2015 года канал закрыл сериал после трёх сезонов из-за низких рейтингов. За три сезона было снято 39 серий.

## Сюжет
Сериал рассказывает историю жителей небольшого городка Честерс-Милл в штате Мэн. В один момент городок оказывается отрезан от остального мира таинственным барьером. Вскоре выясняется, что диаметр купола около 16 км (10 миль) и высота около 6 км (20 тыс. футов). Купол прозрачен в видимом диапазоне, но малопроницаем для радиоволн и звука. Попытки властей воздействовать на него лазерами, агрессивными химическими веществами и неядерными боеприпасами бесполезны. Жителям приходится выживать без электричества, без поставок бензина, продовольствия и лекарств.
Под куполом остаются жители Честерс-Милл и проезжие случайные гости города. Среди них оказывается некто Дейл Барбара, по прозвищу «Барби». Прямо перед возникновением барьера Барби убил и закопал в лесу одного из жителей Честерс-Милл. Позже выясняется, что погибшим был муж местного репортёра Джулии Шамуэй.
Постепенно ситуация под куполом все более накаляется. Жителям приходится сначала бороться с пожаром и затем с неожиданной эпидемией. Некоторых людей время от времени охватывают странные припадки, во время которых они повторяют невнятную фразу про розовые звёзды. Из-за отказа кардиостимулятора гибнет шериф местной полиции Дюк Перкинс и сохранять порядок в городе становится всё сложнее.

## Актёры и персонажи
= Главная роль в сезоне
     = Второстепенная роль в сезоне
     = Гостевая роль в сезоне
     = Не появляется

### Главные роли
| Майк Фогель     | Дейл «Барби» Барбара        | 13 | 13 | 13 | 39 |
| Рашель Лефевр   | Джулия Шамуэй               | 13 | 13 | 13 | 39 |
| Натали Мартинес | Линда Эскивель              | 13 | 1  |    | 14 |
| Бритт Робертсон | Энджи Макалистер            | 13 | 3  |    | 16 |
| Александр Кох   | Джеймс «Младший» Ренни      | 13 | 13 | 13 | 39 |
| Колин Форд      | Джо Макалистер              | 13 | 13 | 13 | 39 |
| Николас Стронг  | Фил Буши                    | 10 | 7  |    | 17 |
| Джолин Парди    | Дороти «Доди» Уивер         | 8  | 1  |    | 9  |
| Аиша Хиндс      | Кэролин Хилл                | 9  | 3  | 3  | 15 |
| Дин Норрис      | Джеймс «Большой Джим» Ренни | 13 | 13 | 13 | 39 |
| Маккензи Линтц  | Элинор «Норри» Калверт-Хилл | 13 | 13 | 13 | 39 |
| Эдди Кахилл     | Сэм Вердро                  |    | 13 | 13 | 26 |
| Карла Кром      | Ребекка Пайн                |    | 13 |    | 13 |
| Кайли Банбери   | Ева Синклер / Эра           |    |    | 13 | 13 |
| Всего эпизодов  | Всего эпизодов              | 13 | 13 | 13 | 39 |

### Персонажи
- Дейл «Барби» Барбара — ветеран войны, был в Честерз-Милл по делам. Он из Зенита. Он третьим использовал таинственный проход, ведущий за пределы Купола, и обнаружил вход в него.
- Джулия Шамуэй — местная журналистка. После смерти мужа она стала жить с Барби.
- Джеймс «Большой Джим» Ренни — единственный оставшийся в городе член совета Честерз Милл. Он пытался захватить власть в городе несколько раз. Хладнокровный убийца и хитрый политик. Убежден, что он как-то связан с Куполом.
- Джеймс «Джуниор» Ренни — сын Большого Джима, позже офицер полиции.
- Энджи Макаллистер — официантка, сестра Джо и объект поклонения Джуниора.
- Линда Эскивель — полицейская, после смерти Дука Перкинса заняла его должность. Она была раздавлена машиной, спасая Барби.
- Джо Макаллистер — брат Энджи. Он одним из первых смог связаться с куполом. Паpень Норри.
- Элинор «Норри» Калверт-Хилл — девушка Джо. У нее две матери: доктор Алиса Калверт и ee супрyга Кэролин Хилл.
- Фил Буши — сначала сотрудник радиостанции, затем полицейский.
- Сэм Вердро — фельдшер, дядя Джуниора Ренни.

### Второстепенные роли
| Саманта Мэтис       | Элис Калверт               | 7  |    |    | 7  |
| Бет Бродерик        | Роуз Твитшелл              | 5  |    |    | 5  |
| Джон Элвис          | Бен Дрейк                  | 7  | 2  | 3  | 12 |
| Дейл Рауль          | Андреа Гринелл             | 6  | 6  |    | 12 |
| Р. Кит Харрис       | Питер Шамуэй               | 4  | 1  |    | 5  |
| Джефф Фэйи          | шериф Говард «Дюк» Перкинс | 3  |    |    | 3  |
| Кевин Сайзмор       | Пол Рэндольф               | 3  |    |    | 3  |
| Джош Картер         | Эрик «Расти» Дентон        | 2  |    |    | 2  |
| Нед Беллами         | преподобный Лестер Коггинс | 4  |    |    | 4  |
| Леон Риппи          | Олли Динсмор               | 5  |    |    | 5  |
| Эндрю Фогель        | Картер Тибодо              | 4  |    |    | 4  |
| Кристал Мартинес    | сестра Адамс               | 5  |    |    | 5  |
| Натали Зиа          | Максин Сигрейв             | 3  |    |    | 3  |
| Мэр Уиннингэм       | Агата Сигрейв              | 2  |    |    | 2  |
| Меган Китч          | Харриет Арнольд            | 1  | 1  | 2  | 4  |
| Грейс Виктория Кокс | Мелани Кросс               |    | 13 | 3  | 16 |
| Шерри Стрингфилд    | Паулин Ренни               |    | 9  |    | 9  |
| Дуайт Йокам         | Лайл Чамли                 |    | 7  |    | 7  |
| Эстес Тарвер        | Том Тилден                 |    | 5  |    | 5  |
| Бретт Каллен        | Дон Барбара                |    | 4  | 1  | 5  |
| Макс Эрих           | Хантер Мэй                 |    | 6  | 13 | 19 |
| Майк Уоли           | Малик                      |    | 3  | 2  | 5  |
| Марг Хелгенбергер   | Кристина Прайс             |    |    | 11 | 11 |
| Эрик Ла Саль        | Гектор Мартин              |    |    | 4  | 4  |
| Бесс Роус           | Эбби Девитт                |    |    | 3  | 3  |
| Эндрю Дж. Уэст      | Пит Блэквелл               |    |    | 2  | 2  |
| Фрэнк Уэйли         | доктор Марстон             |    |    | 3  | 3  |
| Джиа Мантенья       | Лили Уолтерс               |    |    | 6  | 6  |
| Винс Фостер         | Кайл Ли                    |    |    | 4  | 4  |
| Всего эпизодов      | Всего эпизодов             | 13 | 13 | 13 | 39 |

## Эпизоды
| Сезон | Сезон | Эпизоды | Оригинальная дата выхода | Оригинальная дата выхода | Зрители США (миллионы) |
| Сезон | Сезон | Эпизоды | Премьера сезона          | Финал сезона             | Зрители США (миллионы) |
| ----- | ----- | ------- | ------------------------ | ------------------------ | ---------------------- |
|       | 1     | 13      | 24 июня 2013             | 16 сентября 2013         | 11,19                  |
|       | 2     | 13      | 30 июня 2014             | 22 сентября 2014         | 7,17                   |
|       | 3     | 13      | 25 июня 2015             | 10 сентября 2015         | 4,70                   |

## Производство
Проект первоначально находился в развитии в 2009 году для кабельного канала Showtime, но канал в конечном итоге отказался от разработки шоу. В ноябре 2012 года президент CBS Нина Тэсслер дала зелёный свет на съемки сериала из 13 эпизодов, обойдя пилотный процесс для трансляции в качестве недорогой программы со сценарием летом 2013 года. Съемки шоу начались в Уилмингтоне, Северная Каролина в феврале 2013 года, а его премьера на CBS состоялась 24 июня 2013 года. 29 июля 2013 года канал продлил сериал на второй сезон, который начался 30 июня 2014 года. CBS официально заявил, что сериал закрыт после трёх сезонов из-за слишком низких рейтингов.